# Sportski savez Srbije

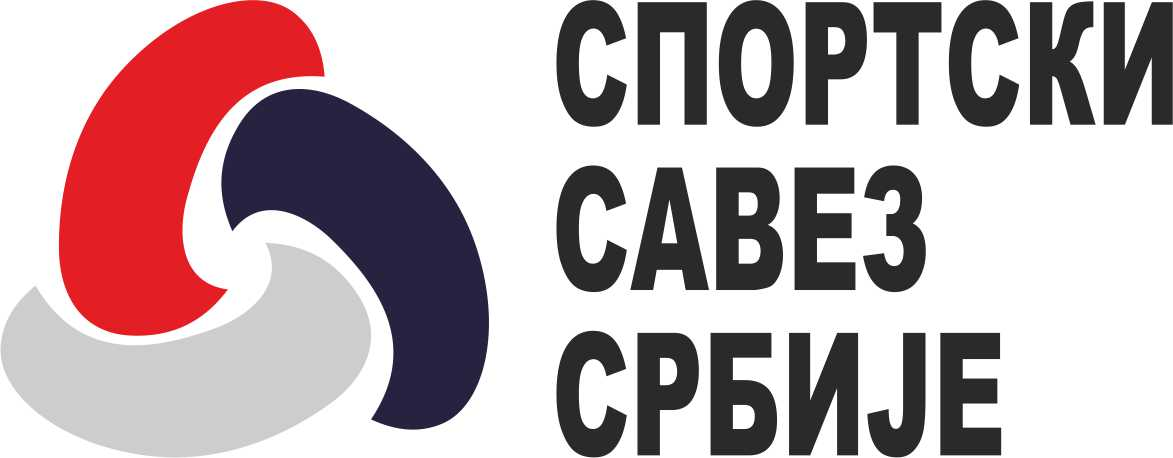
Logo tal-Assoċjazzjoni Sportiva tas-Serbja

Der Sportski savez Srbije (SSS) umfasst alle Sportverbände in Serbien, einschließlich Fußball, Volleyball, Basketball, Skifahren und andere Sportarten. Der SSS unterstützt alle Sportveranstaltungen und -ereignisse, die mit Sport in Verbindung stehen. Jede Stadt hat ihre eigene Sportvereinigung mit ihren eigenen Vertretern. In Zusammenarbeit mit verschiedenen Unternehmen stellt der SSS eine große Anzahl von Sportanlagen und -ausrüstungen für viele Städte in Serbien bereit.

## Geschichte
Die Antifaschistische Versammlung zur Nationalen Befreiung Serbiens, als höchstes gesetzgebendes und exekutives Organ der demokratischen Staatsgewalt Serbiens, verabschiedete am 24. März 1945 eine Entscheidung, durch die die Oberste Leitung des Turnwesens an das Initiativkomitee für Sport Serbiens auf dem gesamten Gebiet der Föderativen Serbischen Republik übertragen wurde. Zu diesem Zeitpunkt wurde der Serbische Sportverband gegründet. Sein Sitz befindet sich in der Makedonska-Straße im Stadtteil Savski Venac in Belgrad.

## Verwaltung
Der Präsident des Serbischen Sportverbands ist Davor Štefanek.